# ساوت ویلمینگتون (ایلینوی)
ساوت ویلمینگتون (به انگلیسی: South Wilmington) یک منطقهٔ مسکونی در ایالات متحده آمریکا است که در ایلینوی واقع شده‌است. ساوت ویلمینگتون ۱٫۲۷ کیلومتر مربع مساحت و ۷۱۰ نفر جمعیت دارد و ۱۷۸٫۳۱ متر بالاتر از سطح دریا واقع شده‌است.